# Ponjevići
Ponjevići falu Bosznia-Hercegovinában, a Bosznia-hercegovinai Föderáció Una-Szanai kantonjában.

## Fekvése
Bosznia-Hercegovina északnyugati részén, Bihácstól légvonalban 26, közúton 36 km-re, Cazin központjától légvonalban 8, közúton 13 km-re északra levő erdős, dombos vidéken, a Cazin-Velika Kladuša főúttól keletre fekszik.

## Népessége
| Nemzetiségi csoport | Népesség 1991 | Népesség 2013 |
| ------------------- | ------------- | ------------- |
| Szerb               | n.a.          | 0             |
| Bosnyák             | n.a.          | 399           |
| Horvát              | n.a.          | 1             |
| Jugoszláv           | n.a.          | 0             |
| Egyéb               | n.a.          | 57            |
| Összesen            | 515           | 457           |

## Története
A ponjevići muszlim gyűlekezethez az azonos nevű falun kívül Ponjevića Brdo, Huskići, Durakovići és Keranovići települések tartoznak. A gyülekezetnek 105 háztartása van, és van egy mecset is. Az első mecsetet feltételezések szerint a 18. század végén építették. A mecsetet 1993-ban, a Bosznia-Hercegovina elleni szerb agresszió idején lerombolták, majd 2004-ben újat építettek helyette. Eddig a következő imámok, khatibok és muallimok végeztek állandó imámi szolgálatot ebben a gyülekezetben: Mehmed Bajro, Salih Kadrić, Hilmija Duraković, Osman Nadarević, Jasmin Memić, Refik Kazaferović, Muhamed Kapić, Irfan Bajramović, Idriz efendi, Džemal Durakovic, Emin Grošić, Izet Harčević, Nezir Hodžić, Hasan Hasić, Selim Trešnjo, Mehmed Borić, Haris Bošnjaković és a gyülekezet jelenlegi imámja, Osman Tričić efendi voltak.

## Nevezetességei
A falu mecsete 2004-ben épült, a boszniai háborúban leromlolt régi helyett.